# Dibothrosuchus

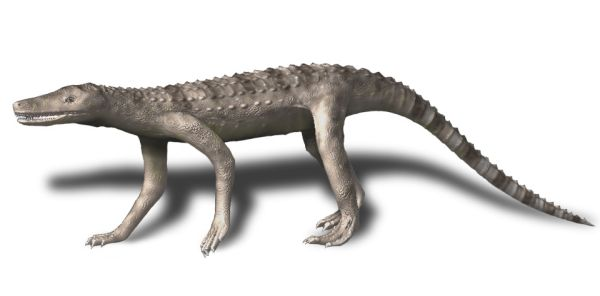

Dibothrosuchus — рід сфеносухієвих, різновид базальних крокодиломорфів, клади, яка включає крокодилів та їхніх найближчих родичів. Відомо з кількох часткових скелетів і черепів. Ці скам'янілості були знайдені в нижньоюрських (нижній Плінсбахій, приблизно 186 мільйонів років) породах Юньнань, Китай. Dibothrosuchus був невеликим наземним крокодиломорфом, який, ймовірно, мав гострий слух, і тому, ймовірно, був голосною твариною, як сучасні крокодили. Довжина черепа IVPP V 7907 від кінчика морди до потиличного виростка становить лише 164 міліметри, а довжина тіла особини оцінюється в 1.3 метра. У загальному вигляді Dibothrosuchus був струнким, довгохвостим і довголапим чотирилапим із загостреною мордою. На відміну від сучасних крокодилів, це була наземна тварина. По середній лінії хребта проходили два ряди броньових пластин.